# House of Cards (песня Radiohead)
«House of Cards» (с англ. — «Карточный домик») — песня английской рок-группы Radiohead с их седьмого студийного альбома In Rainbows. Была в ротации на радио 6 апреля 2008 года, как третий сингл с альбома. Изначально была выпущена как промозапись вместе с песней «Bodysnatchers» в Великобритании. Музыкальное видео для «House of Cards» было снято режиссёром Джеймсом Фростом и было изготовлено с использованием лидарных технологий, выпущено в июне 2008 года.

## Написание
Вокалист Том Йорк впервые исполнил акустическую версию этой песни на митинге Trade Justice в Лондоне в 2005 году. В ранней версии песни был басовый риф, написанный Джонни Гринвудом, который его брат Колин Гринвуд сравнивал с тем, что писала группа R.E.M. Йорк и барабанщик группы Фил Селуэй переработали ритм в финальной версии песни.

## Музыкальный клип
Музыкальный клип режиссера Джеймса Фроста был снят в штате Флорида. Он показывает лица Йорка и ещё нескольких других людей, прерываемые изображениями пригородных пейзажей и людей, посещающих вечеринку. Вместо традиционных камер, видео было сделано с помощью технологии лидара, которая определяет близость объектов от датчика. Использование технологии лидара придает видео зернистый и сетчатый вид. Листы из акрилового стекла и зеркала передаются перед лазерами для создания сцен, в которых изображение выглядит искаженным, частично исчезает или начинает распадаться, как если бы оно переносилось ветром. Данные, использованные для создания видео, были выложены как открытый исходный код под лицензией Creative Commons Attribution-Noncommercial-Share Alike 3.0 и доступны в Google Code как в виде необработанных данных CSV, так и в виде уже обработанных.

## Реакция критиков
На 51-й церемонии грэмми «House of Cards» была номинирована в номинациях лучшее вокальное рок-исполнение дуэтом или группой, лучшая рок-песня и лучший музыкальный клип.

## Список песен
Промо CD-R-сингл
1. «House of Cards» (radio edit) — 4:35
2. «Bodysnatchers» — 4:01

## Участники записи
- Том Йорк — вокал, гитара
- Колин Гринвуд — бас
- Джонни Гринвуд — гитара, синтезатор
- Эд О’Брайен — гитара, бэк-вокал
- Фил Селуэй — барабаны

## Чарты
| Чарты (2008)                            | Высшая позиция |
| --------------------------------------- | -------------- |
| США (Billboard Adult Alternative Songs) | 24             |